# Thermoproteaceae
Famille
Genres de rang inférieur
- Caldivirga
- Pyrobaculum
- Thermocladium
- Thermoproteus
- Vulcanisaeta

Les Thermoproteaceae sont une famille d'archées de l'ordre des Thermoproteales.